# 중국인의 모험
중국인의 모험(Les Tribulations D'Un Chinois En Chine, Chinese Adventures In China)은 이탈리아에서 제작된 필립 드 브로카 감독의 1965년 영화이다. 쟝 뽈 벨몽도 등이 주연으로 출연하였고 조지 덩시거스 등이 제작에 참여하였다.

## 출연

### 주연
- 쟝 뽈 벨몽도

### 조연
- 우슬라 안드레스
- 마리아 파콤
- 발레리 라그레인지
- 발레리 인키지노프
- 마리오 데이빗
- 폴 프레부아
- 제스 한
- 장 로슈포르
- 대리 코울

## 제작진
- 원작자: 쥘 베른
- 미술: 프랑수아 드 라모스
- 의상: 자클린 모로